# Papierny Borek
Papierny Borek – wieś sołecka w Polsce położona w województwie mazowieckim, w powiecie makowskim, w gminie Krasnosielc.
| SIMC    | Nazwa    | Rodzaj    |
| ------- | -------- | --------- |
| 0511976 | Kalinowo | część wsi |

W latach 1975–1998 miejscowość administracyjnie należała do województwa ostrołęckiego.
Wierni Kościoła rzymskokatolickiego należą do parafii św. Jana Kantego w Krasnosielcu.